# Nogueroles
Nogueroles (en xurro, Noguerhuelas; en castellà i oficialment, Nogueruelas) és un municipi de l'Aragó, situat a la província de Terol i enquadrat a la comarca de Gúdar-Javalambre.